# Osservatorio di Kandilli
L'Osservatorio di Kandillii, o più formalmente Osservatorio di Kandilli e Istituto di ricerca sui terremoti (KOERI, in turco Kandilli Rasathanesi ve Deprem Araştırma Enstitüsü) è un osservatorio turco, anch'esso specializzato nella ricerca sui terremoti. Si trova nella mahalle di Kandilli del distretto di Scutari sul lato anatolico di Istanbul, in cima a una collina che domina il Bosforo.

## Storia
L'osservatorio, chiamato in origine "Osservatorio Imperiale" (in turco ottomano رصدخانه‌يي امیره, Rasathâne-i Âmire) come stabilito nel 1868 nella parte rumelia di Istanbul, ed era dedicato principalmente alle previsioni del tempo e al cronometraggio accurato. Suo primo direttore fu il francese Aristide Coumbary, esperto di meteorologia e noto per aver osservato un presunto transito di Vulcano nel 1865. Dopo il terremoto di Istanbul del 1894, l'istituto iniziò ad occuparsi anche di sismologia, con il supporto del geologo italiano Giovanni Agamennone, che fornì strumenti di sua invenzione.
Nel 1895, il matematico Salih Zeki fu chiamato a dirigere l'osservatorio. Quando Zeki divenne rettore dell'Università di Istanbul, decretò lo spostamento dell'osservatorio nel quartiere di Maçka, vicino la scuola di artiglieria. Durante l'incidente del 31 marzo 1909, l'attrezzatura dell'osservatorio fu distrutta dai ribelli.
L'anno seguente Zeki chiamò l'astronomo Fatin Gökmen, padre dell'astronomia moderna in Turchia, a ristabilire e dirigere l'osservatorio.
Fatin Gökmen scelse il luogo attuale come sede dell'osservatorio. I lavori di ricerca sistematica iniziarono il 1º luglio 1911. Dopo diversi cambi di nome, nel 1940 entrò in uso il nome "Osservatorio di Kandilli, Astronomia e Geofisica". Nel 1982 l'Osservatorio fu annesso all'Università del Bosforoi. Successivamente, l'istituto fu ribattezzato Osservatorio di Kandilli e Istituto di ricerca sui terremoti (KOERI).

## Struttura dell'istituzione
L'Osservatorio Kandilli è costituito dai seguenti dipartimenti, laboratori e altre strutture situate all'interno del suo campus:
Dipartimenti

- Ingegneria sismica
- Geodesia
- Geofisica

Laboratori

- Astronomia
- Geomagnetismo
- Meteorologia
- Ottica

Altre strutture

- Museo del terremoto
- Centro nazionale di monitoraggio dei terremoti
- Stazione di monitoraggio magnetico
- Stazione di monitoraggio geodetica e magnetica
- Unità di educazione alla preparazione alle catastrofi
- Torre del Sole
- Istituto di ingegneria biomedica
- Centro di ricerca in telecomunicazioni e informatica

Inoltre, l'osservatorio esterno al campus gestisce i seguenti centri:
- Centro di monitoraggio dei test nucleari Belba, già stazione di ricerca sismica Belbaşı (Belbaşı, provincia di Ankara)
- Centro di İznik per la riduzione dei danni del terremoto (Iznik Deprem Zararlarinin Azaltilmasi Merkezi) (Iznik, provincia di Bursa)